# الهياثم (الخرج)
الهياثم إحدى مدن محافظة الخرج، التابعة لمنطقة الرياض في السعودية. وتبعد مدينة الهياثم عن مدينة السيح بمسافة تقارب 4 كم كما تبعد عن مدينة الرياض بمسافة تقدر ب 80 كم